# 桜本坊
桜本坊（さくらもとぼう）は、奈良県吉野郡吉野町吉野山にある金峯山修験本宗の別格本山の寺院。本尊は神変大菩薩（役行者）倚像。大峯山寺の護持院5箇院の1つでもある。山伏文化の殿堂といえるほど多くの文化財が残されている。役行者霊蹟札所。正式な表記は櫻本坊。

## 歴史
伝承によれば、天智天皇から逃れた弟の大海人皇子（後の天武天皇）は、日雄（ひのお）離宮にとどまっていた。ある冬の日に桜が咲き誇っている夢を見た皇子が役行者の高弟・日雄角乗（ひのおのかくじょう）に訊ねたところ、「桜の花は花の王と云われ、近々皇位に着くよい知らせです」と答えた。その後、壬申の乱に勝利し皇位に着いた天武天皇は、夢で見た桜の木（夢見の桜）が立っていた場所に、天武天皇2年（673年）に寺を建立したとされる。
文禄3年（1594年）に行われた豊臣秀吉の吉野の花見の際には、関白豊臣秀次の宿舎となった。
もとは金峯山寺蔵王堂の前にあって密乗院と称していたが、明治初年の神仏分離と廃仏毀釈にあって大打撃を受け、後に現在地に移転して「桜本坊」と改称した。現在は宿坊も営む。

## 境内
- 本堂
- 聖天堂
- 弘法大師堂
- 宝聚堂
- 大講堂
- 庫裏
- 客殿
- 宿坊
- 稲荷社
- 金毘羅社
- 弁天社
- 夢見の桜
- 仏舎利塔
- ギンモクセイ - 樹齢約350年。
- 役行者像
- 仁王門
- 地蔵堂

## 文化財

### 重要文化財
- 木造役行者倚像 - 鎌倉時代。本尊。全国の修験系寺院に祀られている数多い役行者像の中でも、鎌倉彫刻として最も優れた像とされる。
- 銅造釈迦如来坐像 - 飛鳥時代・白鳳時代。
- 木造地蔵菩薩坐像 - 平安時代。

### 奈良県指定有形文化財
- 絹本著色不動明王二童子像

### 奈良県指定天然記念物
- 桜本坊のギンモクセイ

### 吉野町指定有形文化財
- 木造役行者坐像 - 鎌倉時代。

## 前後の札所
役行者霊蹟札所

## アクセス
近鉄吉野線吉野駅より吉野ロープウェイ乗り換え「吉野山」下車、徒歩約30分。または吉野山駅からバスで8分の「竹林院前」下車、徒歩2分